# 문성각
문성각(文成角, ?~?)은 후발해의 관료이다.

## 생애
후발해의 사신으로 후당에 방문해 933년 7월에 후당 조정으로부터 조산대부우신무군장사주사우록사시대리평사(朝散大夫 右神武軍長史 奏事右錄事 試大理評事)직을 받았다.